# Werder (bij Lübz)
Werder is een gemeente in de Duitse deelstaat Mecklenburg-Voor-Pommeren, en maakt deel uit van het Landkreis Ludwigslust-Parchim.
Werder telt 340 inwoners.